# Paton
|  | Per a altres significats, vegeu «Paton (motocicleta)». |

|  | No s'ha de confondre amb Patton. |

Paton és una població del Comtat de Greene (Iowa). Segons el cens del 2000 tenia 265 habitants.

## Demografia
Segons el cens del 2000, Paton tenia 265 habitants, 118 habitatges, i 71 famílies. La densitat de població era de 179,5 habitants/km².
Dels 118 habitatges en un 27,1% hi vivien nens de menys de 18 anys, en un 53,4% hi vivien parelles casades, en un 6,8% dones solteres, i en un 39% no eren unitats familiars. En el 37,3% dels habitatges hi vivien persones soles el 24,6% de les quals corresponia a persones de 65 anys o més que vivien soles. El nombre mitjà de persones vivint en cada habitatge era de 2,25 i el nombre mitjà de persones que vivien en cada família era de 2,96.
Per edats la població es repartia de la següent manera: un 26,4% tenia menys de 18 anys, un 6% entre 18 i 24, un 24,5% entre 25 i 44, un 18,1% de 45 a 60 i un 24,9% 65 anys o més.
L'edat mediana era de 41 anys. Per cada 100 dones de 18 o més anys hi havia 89,3 homes.
La renda mediana per habitatge era de 32.500 $ i la renda mediana per família de 46.250 $. Els homes tenien una renda mediana de 27.083 $ mentre que les dones 24.821$. La renda per capita de la població era de 15.256 $. Entorn del 4,5% de les famílies i el 7,8% de la població estaven per davall del llindar de pobresa.

## Poblacions properes
El següent diagrama mostra les poblacions més properes.